# امیلیا توری
امیلیا توری (روسی: Эмилия Халсбериевна Турей؛ زادهٔ ۶ اکتبر ۱۹۸۴ ) بازیکن هندبال اهل روسیه است.